# جاسينتو سانتوس
جاسينتو سانتوس (بالبرتغالية: Jacinto José Martins Godinho Santos‏) (28 يناير 1941 في البرتغال - 21 يوليو 2023) هو كاتب سيناريو ولاعب كرة قدم برتغالي في مركز الدفاع. شارك مع منتخب البرتغال لكرة القدم. أما مع النوادي، فقد لعب مع نادي بنفيكا ونادي بورتو ونادي ليتشويس.

## مسيرته الكروية
لعب جاسينتو سانتوس خلال مسيرته الاحترافية مع 3 أندية في ثلاثة عشر موسمًا وسجل خلالها 8 أهداف ضمن 148 مباراة. حيث فاز في أربعة مواسم بالكأس وفي سبعة مواسم بالدوري.
خاض جاسينتو سانتوس مسيرته مع نادي ليتشويس في موسم 1960–61 في المرة الأولى ولمدة موسمين ثم في موسم 1971–72 لمدة موسم واحد، مشاركًا طوالها في 31 مباراة سجل خلالها 3 أهداف. ثم انتقل إلى نادي بنفيكا في موسم 1962–63 ليلعب معه تسعة مواسم، حيث شارك في 115 مباراة سجل خلالها 5 أهداف.

## وصلات خارجية
- جاسينتو سانتوس على موقع الاتحاد الأوربي (الإنجليزية)
- جاسينتو سانتوس على موقع قاعدة بيانات كرة القدم.إي يو (الإنجليزية)
- جاسينتو سانتوس على موقع ناشيونال فوتبول تيمز (الإنجليزية)
- جاسينتو سانتوس على موقع عالم كرة القدم.نت (الإنجليزية)